# Ichikawa Danjūrō VIII
Ichikawa Danjūrō VIII  (八代目 市川 團十郎?, Hachidaime Ichikawa Danjūrō), noto anche con lo pseudonimo di Sanshō (Edo, 7 novembre 1823 – Osaka, 27 settembre 1854), è stato un attore kabuki appartenente alla prestigiosa linea di attori degli Ichikawa Danjūrō. Come tutti i membri di tale linea, era specializzato in ruoli tachiyaku interpretati nello stile aragoto, in particolare, egli divenne estremamente popolare per la sua interpretazione di ruoli di giovani amanti.

## Nomi
Così come molti altri attori kabuki, anche Danjūrō VIII ha adottato diversi nomi nel corso della sua carriera. Egli iniziò il suo percorso teatrale come Ichikawa Shinnosuke II per poi diventare, di lì a poco, Ichikawa Ebizō VI e infine, a nove anni, assumere il nome di Ichikawa Danjūrō VIII. L'attore, che talvolta ha anche usato il nome di Ichikawa Hakuen III, era anche membro della gilda dei Naritaya e poteva quindi anche essere chiamato con quel nome (o yagō).
Come molti altri attori, anche Danjūrō VIII si è dilettato nella scrittura, componendo testi con il nome d'arte (cui, nel caso degli scrittori, ci si riferisce con il termine haimyō) di Sanshō. Da quando il nome del mon della famiglia Ichikawa è diventato "Mimasu"  (三升?), molti attori della linea dei Danjūrō hanno utilizzato "Mimasu" o "Sanshō", come pronuncia alternativa degli stessi kanji del loro haimyō.

## Discendenza

Il mon della famiglia Ichikawa.

Contrariamente a molti attori kabuki, che sono stati adottati dalle varie famiglie teatrali, Danjūrō VIII era un discendente diretto di Ichikawa Danjūrō I, in quanto figlio del famoso Ichikawa Danjūrō VII. Egli ebbe anche diversi fratelli che seguirono la carriera teatrale, tra cui Ichikawa Danjūrō IX, Ichikawa Ebizō VII, Ichikawa Ebizō VIII, Ichikawa Komazō VI, Ichikawa Saruzō I e Ichikawa Kōzō.

## Vita e carriera
Nato a Edo, la capitale del Giappone, nel 1823, il futuro Danjūrō VIII apparve sulle scene quando era ancora in fasce, venendo introdotto nel mondo teatrale ad un solo mese di età come Ichikawa Shinnosuke II durante la kaomise, ovvero la cerimonia in cui veniva presentata la compagnia di attori per l'anno successivo, svolta presso il teatro Ichimura-za, durante la quale interpretò anche la parte di Aradomaru, figlio di Usui Sadamitsu. A due anni egli assunse il nome di Ichikawa Ebizō VI e infine, nel 1832, a nove anni, quello di Ichikawa Danjūrō VIII, diventando, con aveva fatto suo padre idi lui, il più giovane Danjūrō di sempre. Danjūrō VIII recitò per la prima volta nell'opera Sukeroku Yukari no Edo Zakura durante la shūmei in cui assunse il nome di Danjūrō e più tardi, sempre nel 1832, ricoprì il ruolo di protagonista in quella che è l'opera kabuki più famosa, ossia in Shibaraku.
Dopo essere apparso in ruoli minori per i successivi anni, nel 1840 interpretò il ruolo di Minamoto no Yoshitsune, il protagonista, alla prima dell'opera Kanjinchō e, da allora in poi, interpretò solo ruoli sempre più prestigiosi, incluso quello di Katō Masakiyo nell'opera Ehon Taikōki e quello di protagonista nell'opera Narukami. Nel 1844, interpretò per la prima volta il ruolo di Sukeroku assieme a Iwai Hanshirō VII, Matsumoto Kōshirō VI e Onoe Kikugorō IV.
Danjūrō continuò quindi negli anni la sua carriera trovando la maggior fortuna nell'interpretazione di giovani amanti, come quello di Yosaburō, nella nuova opera di Segawa Jōkō III intitolata Kirare Yosa, forse anche grazie alla sua voce, chiara e melliflua, e al suo portamento, dolce ed elegante di natura. La storia racconta che egli divenne così popolare nella rappresentazione di questi ruoli romantici (nimaime) che, quando egli interpretava il ruolo di Sukeroku, che prevede una scena in cui l'attore si immerge in un barile pieno d'acqua, tale acqua veniva poi venduta a un estasiato pubblico femminile una volta terminata la rappresentazione.
Nel 1854, tuttavia, poco dopo essere arrivato a Osaka per una visita al padre (che era stato bandito da Edo) e per prendere parte con lui a una rappresentazione, Danjūrō VIII fu trovato morto nella propria stanza d'albergo con i polsi tagliati. Alcuni studiosi hanno avanzato l'ipotesi che egli fosse gravato da pesanti debiti contratti a causa dello stravagante stile di vita condotto da lui stesso e dal padre, inoltre, il suo grande successo avrebbe attirato l'invidia, se non addirittura le ire, degli altri attori della compagnia, distruggendo le sue relazioni con essi e complicando molto i suoi problemi personali.